# Demoniac
Demoniac var ett black metal-band från Auckland, Nya Zeeland 1993 av sångaren och basisten Lindsay Dawson och gitarristen Sam Totman. Många av medlemmarna gick vidare med att bilda DragonHeart, som bytte namn till DragonForce.

## Medlemmar
Senaste medlemmar
- Heimdall (Sam Totman) – gitarr (1993–1999), keyboard (1996–1999)
- Behemoth (Lindsay Dawson) – sång, basgitarr (1993–1999)
- Shred (Herman Li) – gitarr (1998–1999)
- Matej Setinc – trummor (1998–1999)

Tidigare medlemmar
- Stephen Francis – trummor (1993–1994)
- Adramolech (Mark Hamill) – trummor (1994–1996)
- The Magus – keyboard (1994)
- MC Magnus – keyboard (1994–1996)
- Freekn (James Jude) – trummor (1996–1998)

Turnerande medlemmar
- Diccon Harper – basgitarr (1999)
- Justin Bulmer	– trummor (1998)
- Chris Hastings – bagitarr (1999)

## Diskografi
Demo
- Rehearsal '93 – 1993
- The Birth of Diabolic Blood – 1994

Studioalbum
- Prepare For War – 1994
- Stormblade – 1996
- The Fire And The Wind – 1999

EP
- Demons of the Night – 1999

Single
- "Moonblood" – 1994